# Cypridodella
Genre
Cypridodella est un genre éteint de conodontes. Les différentes espèces datent du  Trias.

## Systématique
Le genre Cypridodella a été créé en 1968 par le géologue et paléontologue Loren Cameron Mosher (d) (1938-).

## Liste d'espèces
- † Cypridodella bidentata
- † Cypridodella elongata
- † Cypridodella muelleri
- † Cypridodella multidentata
- † Cypridodella postera
- † Cypridodella serrulata
- † Cypridodella spiculata
- † Cypridodella spengleri
- † Cypridodella unialata
- † Cypridodella venusta

Selon Paleobiology Database (14 juin 2022) et GBIF (14 juin 2022) ce genre n'est représenté par aucune espèce.

## Stratigraphie
L'Alaunien, aussi connu sous le nom de "Norien moyen", est un sous-âge du Trias supérieur. Il commence avec la première apparition de Cypridodella multidentata. Le sous-étage se termine avec la première apparition de Cypridodella bidentata.

## Publication originale
- (en) Mosher L.C., 1968. Triassic conodonts from western North America and Europe and their correlation. Journal of Paleontology, July 1968, Vol. 42, No. 4, pages 895-946 (lire en ligne sur JSTOR).